# 欧根纽什·卡明斯基
欧根纽什·卡明斯基（波蘭語：Eugeniusz Kamiński，1931年11月8日—2018年10月15日），出生于比得哥什，波兰演员。1956年毕业于罗兹电影学院。同年，在新的剧院在 罗兹新剧院首次登台演出。九年后，他获得了罗兹的荣誉牌匾。他是演员Emilian Kamiński和 Dorota Kamińska的父亲。